# سوراتو
سوراتو (به ایتالیایی: Soverato) یک کومونه در ایتالیا است که در استان کاتانزارو واقع شده‌است.

## خصوصیات
سوراتو ۷٫۷ کیلومترمربع مساحت و ۹٬۱۴۳ نفر جمعیت دارد و ۷ متر بالاتر از سطح دریا واقع شده‌است.

## نگارخانه

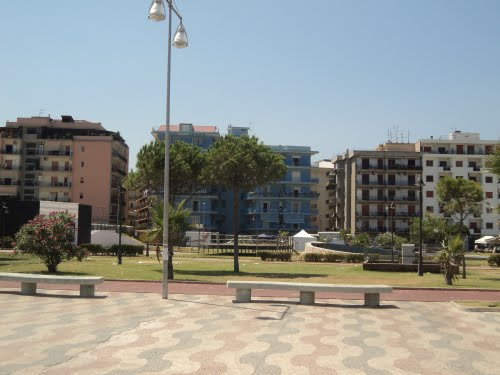
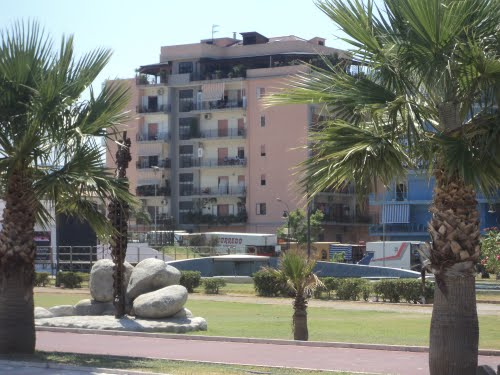
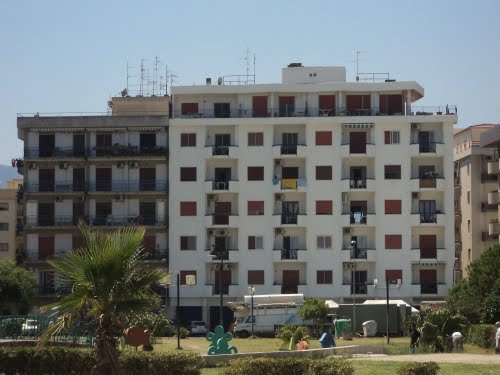